# Sint-Crispijnkerk
De Sint-Crispijnkerk was tot de Reformatie de Rooms-Katholieke Kerk van IJsselmuiden. De kerk was vernoemd naar twee heiligen, de broers Crispinus en Crispinianus. Sinds de Reformatie is de kerk in protestantse handen en wordt sindsdien meestal Hervormde Kerk genoemd.
De kerk werd gebouwd rond het jaar 1200. Oudste delen van de huidige kerk zijn de onderbouw van de toren en het meest westelijke deel van het schip. De toren is geheel in romaanse stijl, inclusief de 14e-eeuwse bovenste geleding. Het gotische koor dateert uit de 15e eeuw. Het grootste deel van het schip verdween bij twee uitbreidingen in 1848-1849 en 1911-1912, waarbij een nieuw schip ontstond dwars door het oude. In 1969 werd de kerk gerestaureerd. Bij die restauratie kreeg de kerk ook haar huidige interieur. De toren van de kerk is meerdere malen door de bliksem getroffen; in 1626 verleenden Ridderschap en Steden van Overijssel een belangrijke subsidie voor het herstel van de kerk en toren. In de toren hangen twee klokken: een grote klok (slagtoon Gis"4/16) die in 1647 is gegoten door François Hemony en een kleine klok uit 1973, geschonken door mevrouw G. Siebrand-Reumer. Oorspronkelijk hing er nog een derde klok in de luidkamer. Deze zeventiende-eeuwse klok hangt nu in het kerkgebouw De Hoeksteen.